# 鴨山城
鴨山城（かもやまじょう）は、岡山県浅口市鴨方町鴨方にあった日本の城。

## 概要
城跡は浅口市北部の鴨山（標高167.7m）に存在する。遺構としては何段かの削平地と、石積、堀切が認められ、山頂付近の一の段には「鴨山城趾」の碑石、二の段には石組みの井戸が残っている。なお南側の麓には鴨方藩（岡山新田藩）の陣屋跡がある。
築城の時期については不明であるが、正平6年（1351年）細川頼之が備中守護職に任じられて以降に、細川氏によって築かれたとの伝承がある。応永14年（1407年）に細川満国が領有し、以後細川氏一門による備中国浅口郡の経営拠点となっていたと思われる。満国は他にも伊予国宇摩郡などを領有していたらしい。

## 地理
鴨山の周囲の地形については、現在の新倉敷（玉島）地区から笠岡に沿った国道2号、JR山陽線が通る付近は、古代には海（水道）であり、14世紀頃まではかなりの大型船舶の航行が可能であったとされる。そして鴨山の周囲には、占見（うらみ）郷、川村（かわむら）郷、小坂（おさか）郷、林（はやし）郷、そして海を挟んで大島（嶋）が存在した。備中国西南部の郡制では、高梁川以西の山陽道筋を、畿内側から下道郡、小田郡、後月郡と分け、山筋を南側に越えた沿岸部を浅口郡としており、鴨山は備中沿岸部の要衝と言えなくもない位置に存在したのである。

## 細川氏と備中の関わり
細川氏は足利家の一門として、室町幕府成立に深く関わり、またその発展に寄与したことはよく周知されている。細川満国の祖父頼春は足利尊氏に忠実であり、尊氏が九州へ落ちる際には四国へ分遣され平定を行っている。叔父である細川頼之は幕府管領に就き、幼少の足利義満を補佐するが、斯波家を中心とするクーデター「康暦の政変」で失脚し、父である頼元とともに四国に下る。後に義満により赦免を受け頼元は管領となった。頼元のあとは満元が細川宗家にあたる京兆家の後継として管領となった。満国は分家の形となり浅口郡、宇摩郡などの守護に任じられている。満国の子持春、孫の教春は下野守を名乗り、この一族を野州家と呼ぶこともある。なお細川氏は近畿一円、四国に勢力範囲を広げており、さらに中国地方への浸透の足掛りとして瀬戸内海沿いの備前国児島、備中国浅口の地などを選び築城したものと思われる。
備中守護は、細川頼之の末弟である満之の一族（備中守護家）が任じられていた。ただし備中守護家の支配基盤は脆弱であったとされる（国衙領、守護代への京兆家支配浸透、国人勢力の割拠）。また浅口郡を中心とした瀬戸内の海運の差配などは、引き続き野州家（京兆家の分家の性格を有している）が担っていたようである。応仁の乱では細川氏は一族をあげて東軍の一翼を担ったが、乱後には対抗勢力である有力守護が相対的に減少したこともあり、京兆家（政元）による一族支配が強化され始め軋轢を生んだようである。
備中でも守護細川勝久の時代、 延徳3年（1491年）には備中守護代の庄氏一族でもあり、京兆家内衆であった伊豆守庄元資が備中で兵を起こし、守護の郎党、被官、五百余人を討ち取り守護方の倉を略奪した。備中大合戦と呼ばれる戦乱が始まったのである。在京していた勝久は、翌年の明応元年（1492年）に軍勢を引き連れて備中に入国し、庄元資らと合戦におよびこれを打ち破った。その後勝久と元資の間には和議がなされたようであり、乱は一旦治まった。明応2年（1493年）頃に勝久は死去したようである。その勝久は後継に阿波守護家から細川成之の次子である之勝を迎えていたが、之勝は長享2年（1488年）の実兄・政之の死去により阿波守護家の家督を継ぎ、延徳3年には義春と称している。備中守護家に生じた後継問題に、やがて庄元資らも介入し、戦乱は再開され守護権威はさらに揺らいだのである。
庄元資は文亀2年（1502年）7月頃に死去したらしく、戦乱は下火となっている。永正8年（1511年）頃、義春の子之持が、備中守護を兼ねる形で混乱は収束に向かったようだが、翌9年（1512年）に之持は死去している。
さて永正4年（1507年）末に、足利義稙を戴き大内義興が中国・九州勢を率いて上洛を開始すると、永正5年（1508年）春には、野州家から京兆家の猶子となっていた細川高国は義興に呼応し共に入京した。これにより将軍足利義澄は追放され、義稙が将軍に復職、高国は管領に就任し、そして義興は管領代として幕政を執行した。この過程の中で野州家（浅口郡守護）の細川政春（高国の実父）が備中守護となったが、 戦国時代においては既に守護としての実権はなく、庄氏や三村氏などの有力国人がそれぞれ自立し覇を争う状況であった。政春は備中に下向することもなく、積極的に領国経営を行った痕跡はない。永正15年（1518年）には、その政春も死去している。政春死後は、政春の弟・細川春倶の子である細川国豊が備中守護となったとされる。
天文5年（1536年）、出雲の尼子晴久が備中に侵入し、国人衆を支配下においた。野州家家督を継いでいた細川輝政(通政)は尼子氏らの圧迫に抗することができず伊予国へ退いた。同23年（1554年）晴久は名目上ではあったが（守護補任は尼子氏の戦略上重要な手段であった）、備中守護に任じられている。ただし天文10年（1541年）の吉田郡山城の戦いを境に尼子氏の勢力は弱まり、その後は毛利氏の影響が備中に伸びることになる。
伊予の川之江城に在った細川通董は通政の養子となり、やがて毛利氏の援助を受けて失地回復に乗り出した。永禄2年（1559年）、まず現在の笠岡市大島に青佐山城を築き、次に浅口市南部に竜王山城、そして天正3年（1575年）に鴨山城へ入った。通董は本城を改修しさらなる勢力回復に努めるが、次第に毛利氏傘下の一武将として遇されるようになる。この間の元亀元年（1570年）に、宇摩郡などは同じく毛利氏の同盟者となった河野氏に譲渡（併呑）されている。毛利氏は織田氏と対立を深めるようになり、通董も高松城の水攻めに参陣している。しかし本能寺の変の後は一転し、後継となった羽柴秀吉と同盟した。通董は豊臣政権下では九州征伐の毛利氏先鋒を勤めるにいたるも、帰国途中の赤間関で死没す。天正15年（1587年）のことである。通菫の子元通は毛利輝元の配下として朝鮮出兵に出陣し軍功を収めた。慶長5年（1600年）の関ヶ原の戦い後に、西軍の毛利氏が周防国、長門国2ヶ国に削封されると元通も鴨山城を去り、この地の細川氏の支配は終焉を迎えた。元通の子孫は長州で明治維新を迎えている。

## 備考
理解の補助として、以下に細川氏の系図（実子関係を主にした抽出形式）と頼之以降の歴代の備中守護職を示す。
```
           
頼春

            ┣━━━┳━━━┳━━━┳━━━━━━━━━━━━━━━━━━━━┓
         
頼之
 
 
 　
詮春
  　
頼有
 　 
頼元
（頼之嗣）      　                     
満之

            　　　　┃　　　┃     ┣━━━━━━━━━┓　                   ┣━━━┳━━━┓ 
備中守護家
　
          　　　　
 
義之
    
頼長
　  
満元
                
満国
                   
基之
    
満久
　　
頼重

                
阿波
　　　　┃     ┣━━┳━━┓　　  ┃               （頼長？嗣）（義之嗣）┃
           
 
   
守護家
　　
持有
   
持元
   
持之
  
持賢
    
持春
 　                
頼久
    
教祐
　  
氏久

                 　　　 
和泉
      
 
　　　 ┃　 　
典厩家
 ┣━━┳━━┓    
和泉
 
 
　   ┃　　　 ┃
           　　　　　　
上守護家 
    
 
　
勝元
          
教春
   
政国
  
賢春
   
下守護家
 
 
 
成之
　　 
勝久

                            　　　　　    ┃　　
 
       ┃ 
  
 ┃       
 
  　        ┣━━┓
                                    
政元
　　　    
政春
　 
政賢
　　　　           
政之
  
義春
（之勝）

                                   
京兆家
  　　 ┏━━━╋━━━┓       　     
 
　┏━━━╋━━━┓
                            　　　　　     
高国
    
晴国
    
輝政
              
 
 
之持
     
氏久
    
澄元

                        　　        　　     
 
          ┃　  
（
通政
）
　　　
                               　　　　        
 
       
通菫
 
                                  　 　　 　 
 
          ┃
                            　  　 　 
 
            
元通

                                                            
野州家
```

備中守護職
1. 細川 頼之 1390年～1392年
2. 細川 満之 1393年～1405年
3. 細川 頼重 1405年～1430年
4. 細川 氏久 1430年～1460年
5. 細川 勝久 1460年～1493年
6. 細川 之持 1511年～1512年
7. 細川 政春 1515年～1518年
8. 尼子 晴久 1552年～1561年
9. 毛利 隆元 1562年～1563年

江戸時代には池田氏の支配地となり、鴨方藩が成立するが麓に陣屋を構えており、新たな城は築かれていない。なお陣屋付近には、細川氏の菩提を弔う寺院（曹洞宗）がある。

## 沿革
- 正平6年/観応2年（1351年）に、細川氏が築城。

## 支城
- 青佐山城
- 竜王山城